# Мурыгин, Виктор Иванович
Виктор Иванович Мурыгин (1926—2008) — советский и российский учёный и педагог, доктор физико-математических наук, профессор. Лауреат Государственной премии СССР (1986). Участник Великой Отечественной войны.

## Биография
Родился 7 февраля 1926 года в селе Черкасское Черкасского района Саратовской области.
С 1943 года В. И. Мурыгин — участник Великой Отечественной войны: наводчик орудия, с 1944 года — командир 45-мм орудия в составе 281-й стрелковой дивизии. 24 марта 1945 года им было получено тяжёлое ранение в голову, после чего лечился в Горьковском военном госпитале где ему была сделана операция по трепанации черепа. За участие в Великой Отечественной войне В. И. Мурыгин 8 июня 1967 года был награждён Орденом Славы 3-й степени и 6 апреля 1985 года — Орденом Отечественной войны 1-й степени.
С 1946 по 1951 годы В. И. Мурыгин проходил обучение на физико-математическом факультете Ташкентского государственного университета. С 1951 года был назначен на должность научного сотрудника Физико-технического института АН Узбекской ССР. В 1960 году В. И. Мурыгин защитил диссертацию на соискания учёной степени кандидата физико-математических наук. С 1965 года переехал в город Зеленоград, работал в должности начальника отдела НИИ Физических проблем. С 1970 по 2008 годы на педагогической работе, был профессором и заведующим кафедры общей физики Московского института электронной техники, заслуженный профессор МИЭТ, автор 10 авторских свидетельств на изобретения в области разработки магниточувствительных приборов, предназначенных для работы в экстремальных условиях и более 80 учебных и научных трудов. В 1986 году «за исследование физических основ, разработку и организацию серийного производства полупроводниковых магнитоуправляемых приборов» В. И. Мурыгин был удостоен Государственной премии СССР.
После ухода на пенсию продолжал активно участвовать в жизни института, в качестве председателя Совета ветеранов являлся членом Ученого совета Московского института электронной техники.
Умер 6 сентября 2008 года в Зеленограде.

## Награды

### Ордена
- Орден Дружбы народов — «за достигнутые успехи в научной и педагогической деятельности»[6]
- Орден Отечественной войны I степени (06.04.1985[4])
- Орден Славы III степени (08.06.1967[3])

### Премии
- Государственная премия СССР (1986 — «за исследование физических основ, разработку и организацию серийного производства полупроводниковых магнитоуправляемых приборов»[7])

### Звание
- Почётный работник высшего профессионального образования Российской Федерации (12.05.2004[9])